# 田部光子
田部 光子（たべ みつこ、1933年（昭和8年）1月8日 - 2024年3月6日）は、福岡を拠点に活動する美術家。
1957年、前衛芸術グループ〈九州派〉の旗揚げに参画。妊娠や出産、社会進出など、女性に関する諸問題を積極的に取り扱い、同グループ解散後も、九州の女性芸術家を牽引した。

## 略歴
日本統治下の台湾に生まれる。旧姓、石橋。父は福岡県朝倉郡松末村（現・朝倉市）出身で、霧社事件の後に台湾に渡った警察官。1946年、終戦を受けて家族とともに福岡に引き揚げ。福岡県立浮羽高等学校を卒業した1951年頃から、独学で絵画を始める。福岡市の岩田屋百貨店で働きながら、「福岡県美術展」に初入選。読書家で、シュルレアリスムや実存主義に傾倒する一方で、国文学や古典にも精通する。

### 〈九州派〉における活動

#### 活動初期
1957年3月、桜井孝身、菊畑茂久馬らほか20名と〈九州派〉を結成。田部は会計係を務め、東京と福岡のすべての「九州派展」に参加する。個人としても東京都美術館の「読売アンデパンダン展」にも出品し、これらの東京での展覧会のため、結婚・妊娠・出産・育児のあいだを通して、24時間以上をかけてしばしば上京した。
〈九州派〉初期は、アスファルト・ピッチという道路舗装の材料を鉄鍋に入れて火にかけて溶かし、それをベニヤ板に垂れ流した上に、切断した竹筒などの立体をコラージュした抽象画を中心に制作。1959年の《魚族の怒り》（福岡市美術館蔵）では、水爆実験への憤りや、水俣病など環境汚染の危惧を発表し、同作は「第3回西部女性美術展」（1959年）で朝日銀賞一席を、「第3回西日本洋画新人秀作展」（1960年）で金賞を受賞した。

#### 1961年「九州派展」（銀座画廊）
1961年9月には3回目の「九州派展」を開催し、《人工胎盤》と《プラカード》を出品した。
妊娠中に制作した《人工胎盤》は、「真の女性の解放は、妊娠から解放されなければあり得ない」との考えに基づくインスタレーション（オリジナルは現存せず、2004年再制作）。マネキンの腰部に真空管を挿入した彫刻3点と、胎児を表す2点の彫刻からなる。この胎盤の開口部にはピンポン玉が配され、その縁にはおびただしい数の太く長い釘が打ち込まれており、攻撃的な表現で女性の肉体の痛みを表している。発表当時の評価としては、「まだ、ウーマンリヴもフェミニズムもジェンダーも日本に入ってきていない頃だったので、重要な発言をしているのに女性からの反応はゼロ」だったという。実際、ウィメンズ・リヴが起こるのはアメリカでも1960年代後半であり、アメリカ・フェミニズムの古典とされるジュディ・シカゴの《ディナー・パーティー》が1974−79年制作である。妊娠中の作家が、女性解放思想というテーマを極めて先駆的に扱った、世界でも稀な作品として再評価されている。
他方の《プラカード》は5点からなる平面作品で、「大衆のエネルギーを受けとめられるだけのプラカードを作ってみようか」と、従来の右翼的で古臭いプラカードを刷新する意図で制作された。正方形に近い形状の襖に、大きくアメリカ国旗やアフリカ大陸の形を配し、その上に新聞記事の切り抜きや、労働組合の決起のチラシなどの印刷物を貼り付けた。印刷物の内容は、コンゴの独立や黒人公民権運動、60年安保、福岡の三池炭鉱の労働者の権利を希求した三池闘争など。加えて、自身のキスマークを一面に施し、ところどころにマネキン髪の毛を貼り付けるなどしており、ここにも女性の性を通して社会を見つめる田部の姿勢が反映されている。
同展には〈ネオ・ダダ〉のメンバーや美術評論家が多数来場していた一方で、大衆週刊誌『土曜漫画』（10月20日号）には「女性器にいどむ芸術家たち」とスキャンダラスな見出しで取り上げられた。

#### 1962年《英雄たちの大集会》（百道海水浴場）
1962年11月に福岡の百道海水浴場で行われたイベント《英雄たちの大集会》では、マネキンの下半身に釘を打つパフォーマンスを行おうとしたところ、想定より力を要したために男性作家に代わりに打たせたが、これも《人工胎盤》と同様にジェンダーへの拒否を表現する行為と考えられている。また、ストッキングを履かせたマネキンの足を並べた空間を作り、これは評論家のヨシダ・ヨシエに「九州派女性群独特の色情狂（ニンフォマニア）的な躁的祭儀の聖堂」と評された。

#### 1968年「グループ連合による芸術の可能性」展（福岡県文化会館）
1968年5月に開催された、事実上最後の〈九州派〉によるグループ展。このときのリーダーは小幡英資で、彼の提案により「セックス博物館」というテーマに従って制作・展示が行われた。
田部は、男性器の形をしたコケシのオブジェと、抱き合う裸の男女と巨大な乳を哺乳瓶に搾る女性の下半身を大きな鏡に描いた一対の作品《セックス博物館》を出品。また、ゴムのへそがついたひょうたんを「生まれ出でなかった胎児たち」に見立てて、虹色に塗った洗濯機に入れてかき回す作品を展示。このほかに、男性器に見立てた長い紐をミシンで縫い続けるパフォーマンスも行った。
「セックス」というテーマに応じて〈九州派〉の男性作家たちは男性器を模した立体を作ったが、同じテーマでも、田部は性交そのものではなく生殖と受胎に注目していることが指摘されている。すなわち、性の快楽の側面ではなく、その帰結としての妊娠・出産・授乳という、女性だけに負わされた側面を提示し、ミシンを踏むことによって女性の経済力について、洗濯機の中のひょうたんによって、経済的理由で堕胎された命について言及している。セックスに対する女性の側からの先鋭な問題意識の表明は、田部の活動の基本的な特徴として指摘されている。

### 1970年以後
〈九州派〉が60年代末にグループとしての活動の幕を閉じた後も、田部は独自に活動を続けた。1960年代から1970年代を通して、子育てをしながら自宅で絵画教室を開き、1967年より開催された「九州・現代美術の動向」展に毎年出品。第3回同展（1969年）ではパレードに参加して、人形を背負って街を歩き、主婦の育児の苦労を訴えようとした。
1974-84年には、福岡の女性画家たちが自律した美術活動を送るための「九州女流画家展」を主宰し自身も作品発表を行った。1980年代は、郵便で世界中の人々に作品を送ってもらう「地球芸術郵便局」を開局してメール・アートに取り組み、集めた作品の展覧会も開催した。
55歳になった1988年、「主婦定年退職宣言」をして画業に専念。1990年代に入ると、長年の主要モチーフである林檎を中心に据えたコラージュのシリーズや、それに石膏の手足を加えた『Sign Language』シリーズ、万有引力をテーマにした大型のドリップ・ペインディングなど、多様な作品群を展開した。
1994年以降、ニューヨーク、ワシントンD.C.、パリなど各地で個展を開催。1995年から2010年まで、福岡市美術連盟の初代理事長を務めた。2000年、第25回福岡市文化賞を受賞。2002年以降、アメリカのジャズキーボード奏者、ボブ・ジェームズと共同制作も行う。2015年、福岡市天神に「世界一小さな芸術学校」と銘打って「3丁目芸術学校」を設立した。
2021年、地域文化功労者。
2024年3月6日に死去。91歳没。

## 主要展覧会
- 1988年「九州派展：反芸術プロジェクト」（福岡市美術館）
- 1995年「現代美術の手法(1) コラージュ」（練馬区立美術館）
- 2003年「九州力」（熊本市現代美術館）
- 2005年「りんごの秘密」（ひろしま美術館）
- 2005年「前衛の女性 1950-1975」（栃木県立美術館）
- 2013年「田部光子展―人生が芸術である」（福岡市美術館）
- 2015年「九州派展」（福岡市美術館）
- 2022年「田部光子展「希望を捨てるわけにはいかない」」（福岡市美術館）

## 著書
- 『着信人払い地球郵便局』葦書房、1984年。

- 『夢劫の人―石牟礼道子の世界』（河野信子との共著）藤原書店、1992年。

- 『受胎芸術』花書院、1997年。

- 『二千年の林檎―私の脱芸術論』西日本新聞社、2001年。

- 作品集『MITSUKO TABE Recent Works』ギャラリーとわーる、2002年。

- 作品集『MITSUKO TABE Recent Works 2』みぞえ画廊、2012年。